# フェーデ・ガリツィア
フェーデ・ガリツィア（Fede Galizia、1578年頃 – 1630年頃）はイタリアの画家である。人物画や静物画を描いた。

## 略歴
ミラノで生まれた。父親はトレントからミラノに移ってきたミニアチュール画家で、フェーデ・ガリツィアは父親から絵を学んだ。12歳の時には既に画家として認められていて、ミラノの画家、著作家で父親の友人のロマッツォ(Gian Paolo Lomazzo)の著作に将来性のあることが言及されていた。
若いうちから肖像画家として人気になり、多くの注文を受けた。ミニアチュール画家の父親の影響をうけたせいか、身に着けて宝石や衣服の詳細な描写が特徴的な肖像画を描いた。
宗教画や風俗画の依頼も受けるようになり、当時人気のあった画題である「ホロフェルネスの首をとってきたユディト」も描き、修道院の装飾画も描いた。結婚せずに、1630年のミラノのペストの流行によって亡くなったと考えられている。
フランドルのクララ・ペーテルス(1594-c.1657)やフランスのルイーズ・モワヨン(c.1609-1696)といった女性画家と並んで、静物画の分野を開いたパイオニアの一人となった。

## 作品

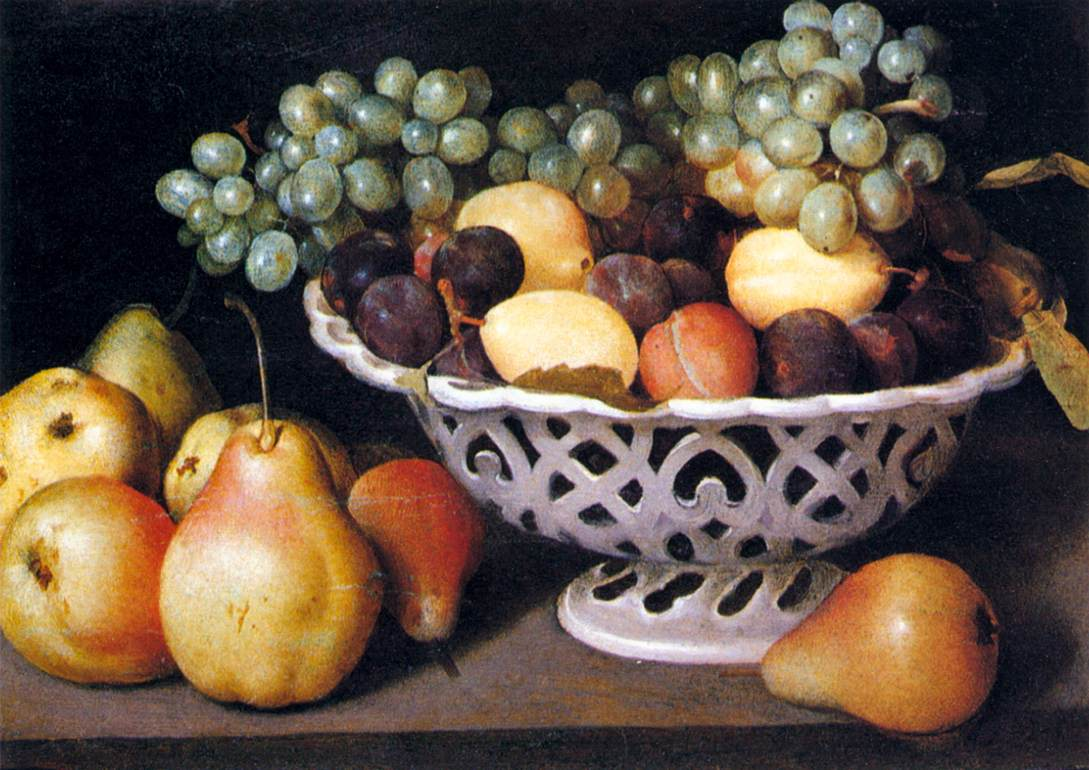
静物画 (c.1610)
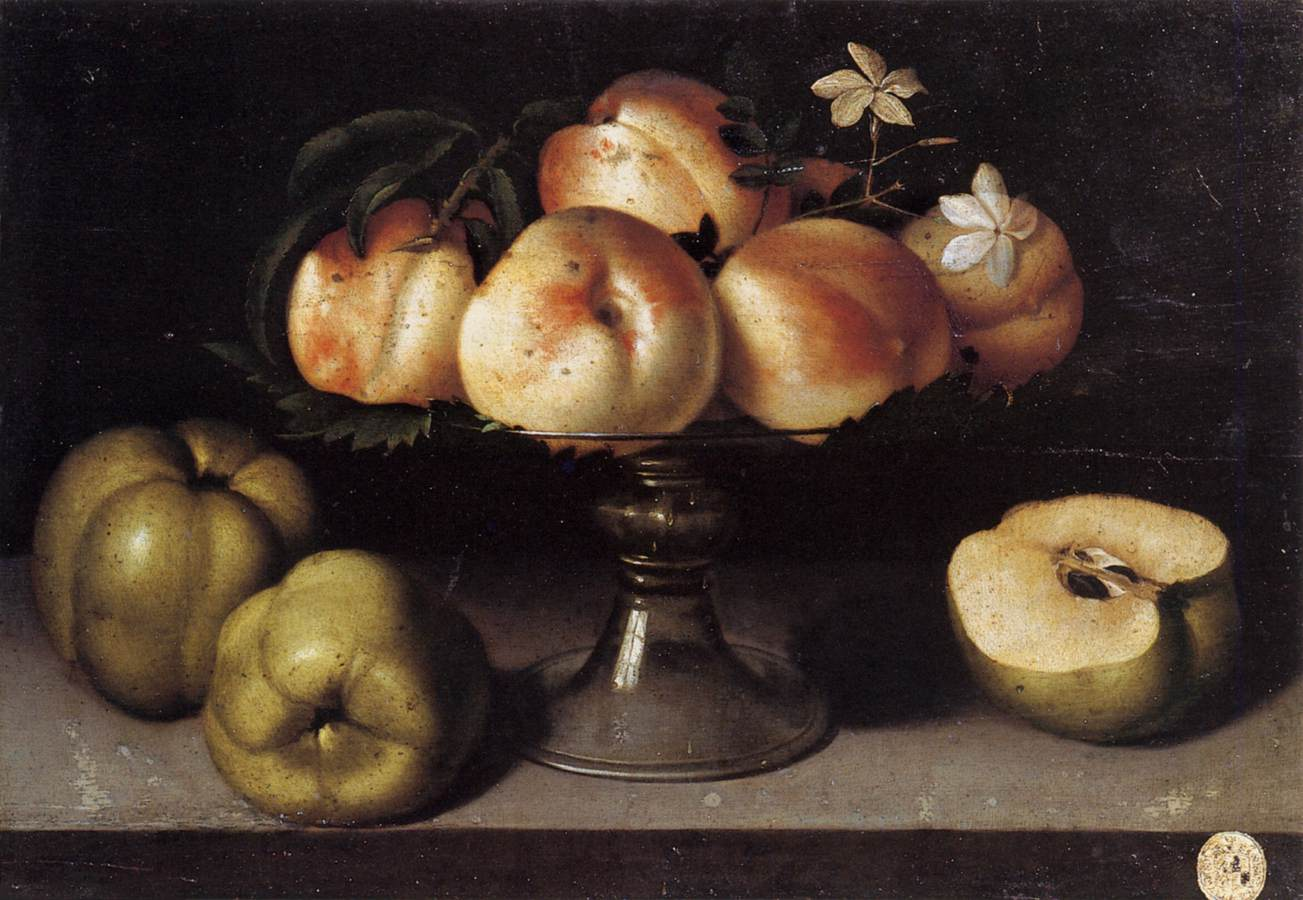
静物画 (c.1610)
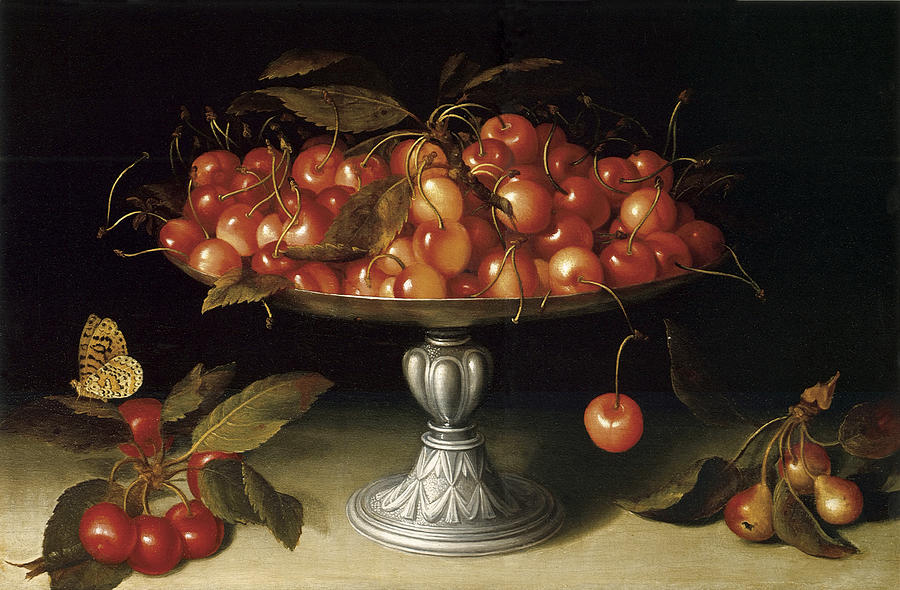

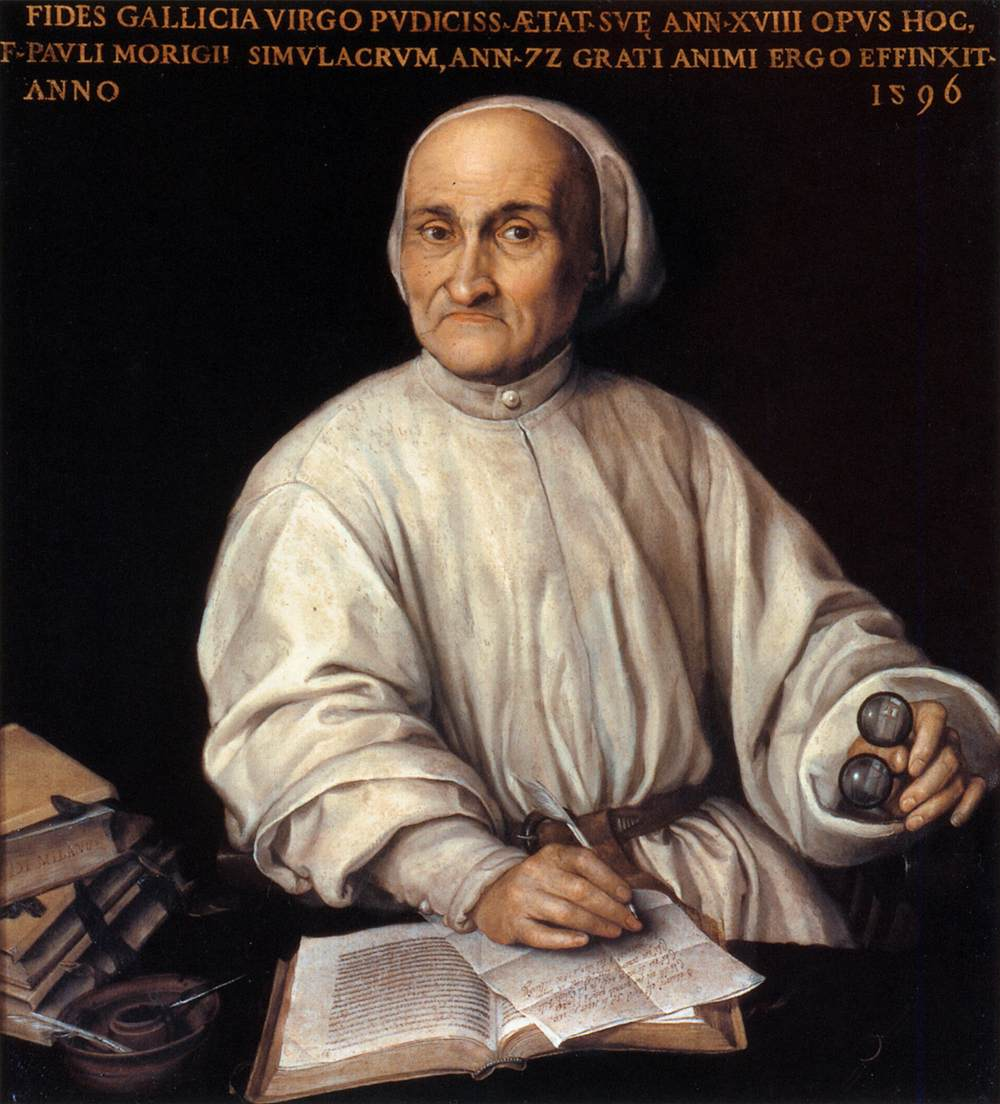
Paolo Morigia-歴史家
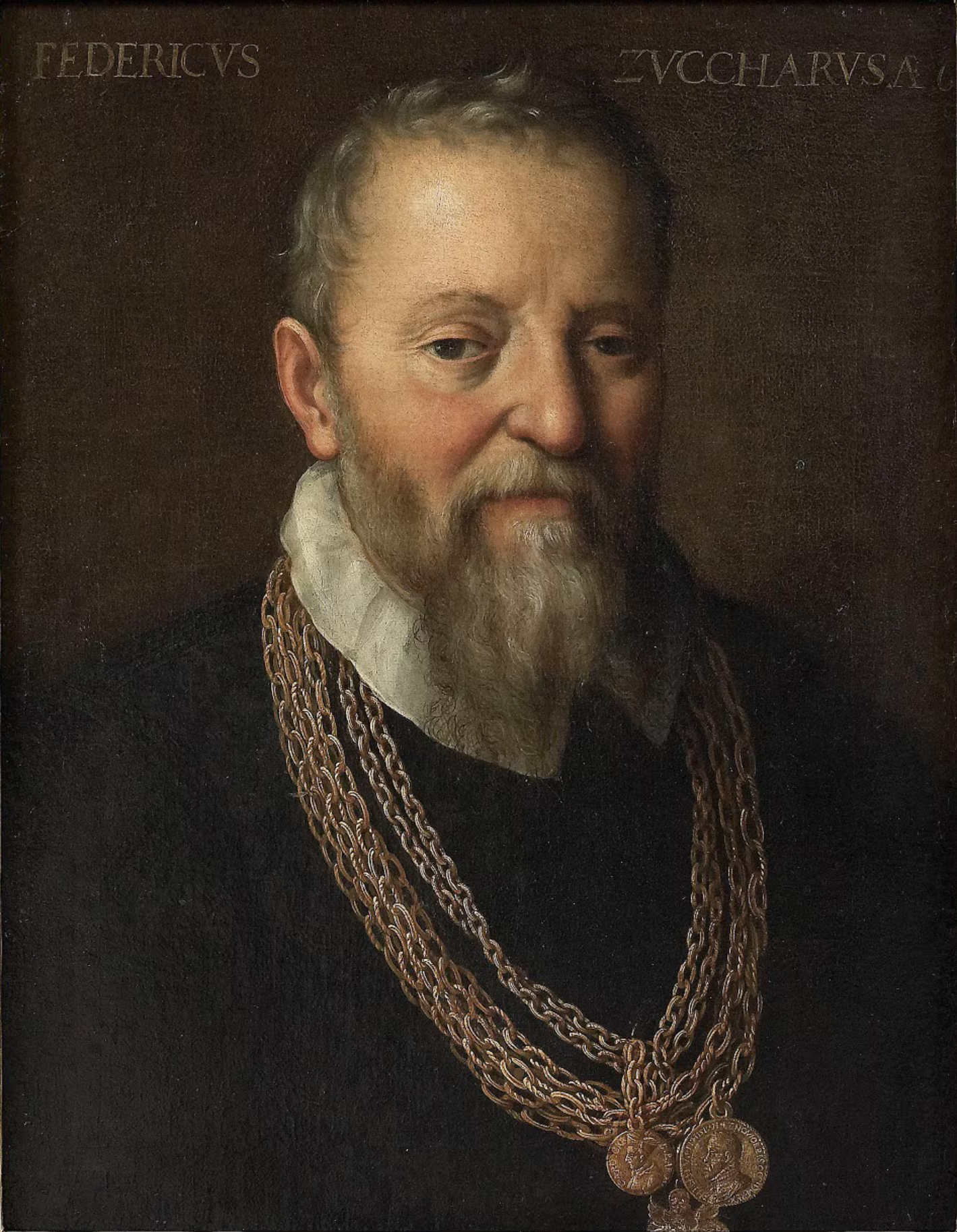
フェデリコ・ツッカリ(1604)
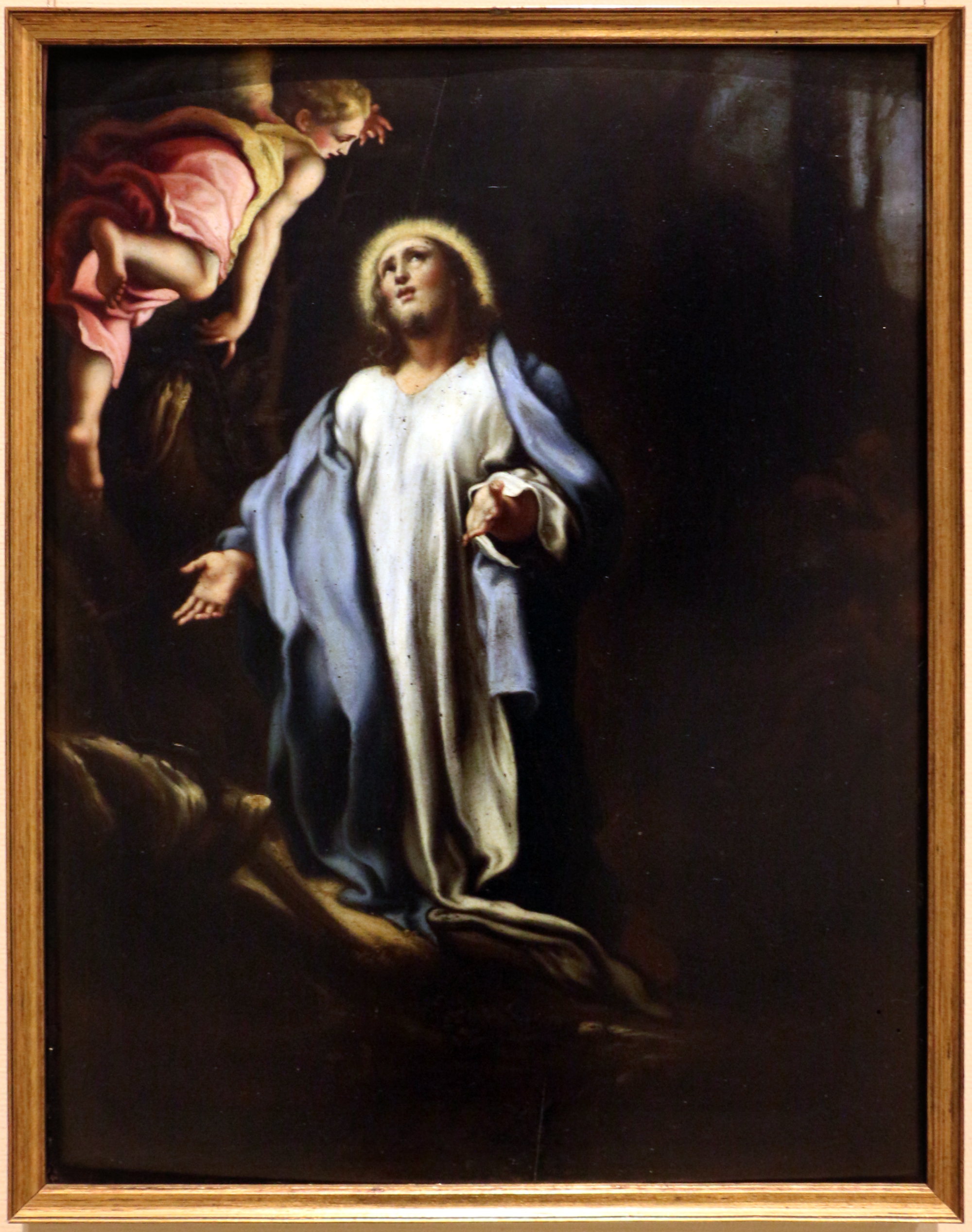
" cristo nell'orto"
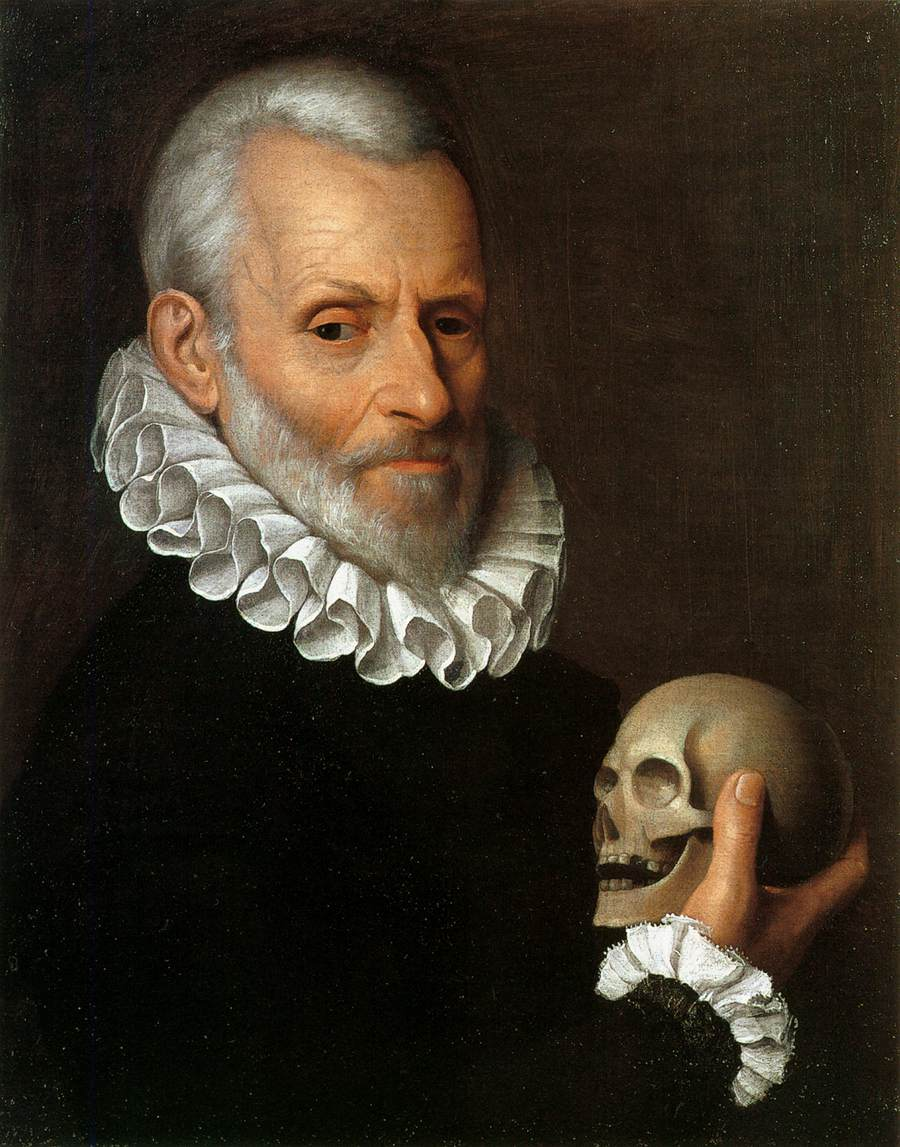
医師の肖像